# フマル酸レダクターゼ (補酵素M/補酵素B)
フマル酸レダクターゼ (補酵素M/補酵素B)（fumarate reductase (CoM/CoB)）は、フマル酸レダクターゼのうち電子供与体としてチオール基を用いる酵素である。チオール:フマル酸レダクターゼ(thiol:fumarate reductase, TFR)とも。

## 反応
触媒する化学反応は次の通りである。
フマル酸 + HS-CoM + HS-CoB →  コハク酸 + CoM-S-S-CoB
この反応には補酵素M(CoM)と補酵素B(CoB)が使われるが、生じたCoB-CoMヘテロジスルフィドはヘテロジスルフィドレダクターゼによって還元されて2つの補酵素へと再生される。

## 分布
メタン菌に限られる。

## 構造
AとBの2つのサブユニットからなるヘテロ2量体。サブユニットAはコハク酸デヒドロゲナーゼのフラボタンパク質(Fp)サブユニットと相同であるが、結合している補因子は厳密には同定されていない。サブユニットBは同じく鉄硫黄タンパク質(Ip)サブユニットと相同であるが、C末端にヘテロジスルフィドレダクターゼの補酵素結合部位と似た配列が存在している。